# Csepel-Szigetcsúcs
Pour les articles homonymes, voir Csepel.
Szigetcsúcs est un quartier situé dans le 21e arrondissement de Budapest. 